# Jakob Plein
Jakob Plein, auch Anastasius Plein OCSO und Hugo Plein OCart, (* 8. Mai 1876 in Speicher, Deutsches Kaiserreich; † 5. Februar 1962 in St. Hugh’s Charterhouse, Horsham, England, Vereinigtes Königreich) war ein deutscher Mönch.
Jakob Plein war Sohn des Töpfers Jakob Plein-Wagner (1836–1903) und der Bauerstochter Katharina Wagner. 1868 machten die Eltern aus der bisherigen Töpferwerkstatt die Plewa-Werke in Speicher. Anfangs stellten sie Dachziegel her, später Milchsatten aus Steingut. Von ihren 15 Kindern überlebten acht. Jakob Plein studierte im belgischen Carlsbourg und besuchte die Höhere Handelsschule in Calw. 1902 übergab sein Vater ihm und seinen drei wesentlich älteren Brüdern Nikolaus, Johann und Adam die Jac. Plein-Wagner-Söhne, Steinzeugfabrik in Speicher.
1905 verließ er das Familienunternehmen und trat in die Trappistenabtei Marija-Zvijezda in Bosnien ein. Dort nahm er den Ordensnamen Anastasius an. Am 3. August 1913 erhielt er die Priesterweihe und wirkte im Ersten Weltkrieg als Feldgeistlicher. Nach dem Krieg durfte er, wie andere deutsche Mönche auch, nicht in die Abtei zurückkehren. Daraufhin machte er sich mit weiteren Mitbrüdern an den Wiederaufbau des Klosters Himmerod, einer Zisterzienserabtei, in der Eifel. Die kanonische Gründung erfolgte am 15. Oktober 1922 durch die Abtei Marienstatt. Am 1. Dezember 1922 trat er in die Kartause Maria Hain bei Düsseldorf ein und nahm den Ordensnamen Hugo an. Am 2. Februar 1925 legte er die Profess als Kartäuser ab. 1936 wurde er in die Kartause Parkminster gesandt.